# Brochettes

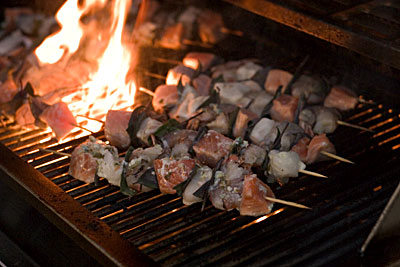
Spieße zum Grillen

Brochettes (frz.) bezeichnet man verschiedene Speisen, die auf kleinen Spießen bzw. Spießchen zusammengefügt werden.
Zur Vorbereitung werden gleich große Stücke von Fleisch, Geflügel, Wild als Hauptbestandteil und Pilzen, Speck, Schinken und Ähnlichem ggf. vorgegart. Anschließend werden sie mit einer Duxelles umhüllt, auf (Silber)Spießchen gereiht, paniert, ggf. gefettet und anschließend frittiert (Attereaux), gebraten oder auf dem Grillrost gegart. In der klassischen Küche werden häufig verwendet: Innereien (z. B. Leber, Bries, Nieren), Trüffel, Champignons und Artischockenböden. Sie werden hauptsächlich als warme Vorspeise verwendet.